# Tosafot
Tosafot, auch Tossafot (hebräisch תוספות ‚Hinzufügungen‘ ,Ergänzungen‘) sind frühmittelalterliche Sammlungen von Kommentaren zum Talmud, die in der Reihenfolge der talmudischen Traktate geordnet sind und ursprünglich als Ergänzungen zu Kommentaren von Raschi angelegt waren. 

## Raschi
Rabbi Schlomo Izchaki (1040–1105), genannt Raschi war ein französischer Rabbiner und maßgeblicher Kommentator des Tanach und Talmuds. Seiner Töchter Kinder  Samuel ben Meir, genannt Raschbam, Isak ben Mordechai, genannt Ribam, Jacob ben Meir Tam bekannt als Rabbenu Tam, u. a. studierten in Troyes und begründeten als Bibel- und Talmudkommentatoren, die Schule der Tosafot. Zu diesen Tosafotisten, (hebräisch רבותינו בעלי התוספות ravotenu ba'ali hatosfot, deutsch ‚Meister denen die Tossafot gehören‘) traten noch eine Vielzahl weitere hinzu.

## Aufbau
Sie sind kein fortlaufender Kommentar, sondern ausführlich(st)e Erläuterungen einzelner Stellen.
Die Tosefta sowohl von Inhalt, Umfang, Aufbau ähneln der Mischna, im Unterschied aber gibt es keine Hinweise auf die Bearbeitung.
Der Ausgangspunkt der Tosafot ist im Allgemeinen nicht der Talmud selbst, sondern Talmudkommentare aus der rabbinischen Literatur, insbesondere von Raschi. Aus bescheidenen Anfängen entwickelte sich eine Bewegung zum Erlernen der Tora, die sich zunächst in Deutschland und Frankreich (einschließlich Provence), dann zu Zeiten von Nachmanides auch in Spanien ausbreitete. Der führende Redakteur der Tosafot war Rabbenu Tam. Zum genauen Zeitpunkt und Ort der Zusammenstellung der Tosafot, ihren Unterarten sowie ihrer historischen und literarischen Entwicklung bestehen jedoch nach wie vor viele ungelöste Fragen.
Die Tosafot wurden als Schitot („Systeme“) notiert, d. h. Interpretationen von halachischen Diskussionen, die von den Schülern der Jeschiwot unter Aufsicht ihrer Lehrer zusammengestellt, korrigiert und überarbeitet wurden. Zwar sind etwa hundert Tosafisten namentlich bekannt, es ist jedoch in den meisten Fällen unmöglich, individuelle stilistische Züge zu unterscheiden.
Technik und Stil der Tosafot beschränken sich nicht auf den Talmud, es gibt auch eine vielfältige Tosafot-Literatur zum Pentateuch. Auch hier ist der Ausgangspunkt Raschis Kommentar, wobei zwischen einem deutschen und einem französischen Stil unterschieden wird. Der deutsche Stil ist im Allgemeinen durch die häufige Verwendung von Gematria erkennbar.

## Entwicklungen
Bis heute sind die Tosafot ein untrennbarer Teil des Talmudstudiums, insbesondere bei der Gemara. Das Studium einer „Seite Gemara“ bezieht sich auf den Text selbst, den sogenannten Perusch („Erklärung“, d. h. den Kommentar von Raschi) und schließlich die Tosafot. 
Schon zu Beginn wurden die Tosafot auch kritisiert; im 14. Jahrhundert gab es Gelehrte, die die Beschäftigung damit als sinnlose Kasuistik und Zeitverschwendung ansahen. Diese Kritik verstärkte sich in späteren Jahrhunderten, als sich die kasuistischen Diskussionsmethoden von Pilpul (hebräisch פלפול pilpul, deutsch ‚Pfefferung‘ ‚genaueste Untersuchung‘) und Chillukim (hebräisch חִלוּקִים chillukim, deutsch ‚Meinungsverschiedenheiten‘ ‚Auseinandersetzungen‘) weiter entwickelten. 
Ebenfalls aus der jüdischen Literatur stammt die (Jahrhunderte ältere) Tosefta.

## Ausgaben
- Abraham Schreiber u. a. (Hrsg.): Tosafoth Chachmei Anglia. Jerusalem 1968 ff.